# Responsabilità genitoriale
La responsabilità genitoriale, anche nota come potestà genitoriale, è la responsabilità che i genitori hanno nei confronti dei figli, dovendoli istruire, educare, e mantenere, oltreché rappresentare in tutti i rapporti giuridici.
In alcuni ordinamenti, la responsabilità è attribuita al solo padre, donde la denominazione di patria potestà. La potestà si esaurisce col raggiungimento della maggiore età, salvo l'obbligo di mantenimento, che perdura fino all'ottenimento dell'indipendenza economica.

## Diritto italiano
Nel diritto italiano la responsabilità genitoriale è affidata a entrambi i genitori (art. 316 del codice civile, come sostituito dal D. Lgs. n. 154/2013, che ha anche eliminato il termine "potestà" sostituendolo col termine "responsabilità" ovunque presente nel codice civile). Tuttavia in mancanza di essi, o per sopravvenuta morte o perché decaduti dalla responsabilità (art. 330 c.c.), viene nominato un tutore, che provvede alla cura della persona del minore e ne amministra i beni.
Alla responsabilità genitoriale sono sottoposti tutti i figli minori non emancipati, sia nati nel matrimonio sia nati fuori dal matrimonio. Ciò vale anche nel caso di figli adottivi, nel caso in cui i loro genitori adottivi – per effetto dell'adozione (legittimante) – acquistano a tutti gli effetti la responsabilità genitoriale.
La responsabilità genitoriale comprende diritti sia di natura personale sia di tipo patrimoniale, e cioè:
- custodire, ovvero destinare il proprio domicilio al minore, da cui non può allontanarsi senza il consenso del genitore;
- allevare, ovvero fornire il necessario per sopravvivere, per esempio alimenti e vestiario;
- educare, secondo la diligenza del buon padre di famiglia, ai costumi del luogo, dettati dall'esperienza comune;
- istruire, nelle scuole pubbliche e parificate, o provvedendovi autonomamente;
- amministrare, sul piano ordinario, che comporta la gestione dei rapporti a carattere patrimoniale conservandone la sostanza;
- usufruire dei beni, che consiste nell'uso e nel godimento di una res, senza alterarne la destinazione d'uso;
- rappresentare, vale dire poter compiere negozi giuridici in sua vece.

In Italia la potestà genitoriale aveva sostituito la patria potestà nel 1975, parificando diritti e doveri della madre verso i figli a quelli del padre con la legge n. 151/1975 (riforma del diritto di famiglia). Ora si parla di responsabilità genitoriale e non più di potestà.
La sospensione o il decadimento della responsabilità genitoriale non può comportare una riduzione dei doveri, vale a dire vantaggio economico o di altro tipo per il genitore. In particolare, non cancella gli obblighi di mantenimento.
Il semplice riconoscimento dei figli nati fuori dal matrimonio o la loro adozione (legittimante) non esclude la decadenza di questo diritto, se concretamente non viene esercitato dal genitore con la partecipazione attiva alla vita del minore, alle esigenze economiche e no.
La cattiva condotta del genitore, in termini di abuso o negligenza nell'esercizio, può legittimare la sospensione o la revoca della responsabilità genitoriale. Viceversa, non è giusta causa di decadenza l'inettitudine educativa del genitore, ravvisabile nella cattiva condotta del minore e nella recidiva di fatti penalmente rilevanti, perseguiti o meno. L'art. 319 c.c., abrogato nel 1975, prevedeva la possibilità per il padre, se confermata dal giudice, di condurre in istituti di correzione (cosiddetti "riformatori") i minori che persistevano in cattiva condotta.
La legge 10 dicembre 2012, n. 219 ha inciso profondamente sul diritto di famiglia apportando modifiche sostanziali, con il fine di assicurare l'eguaglianza giuridica di tutti i figli, nati nel matrimonio o al di fuori del vincolo coniugale. Infatti, il decreto legislativo 28 dicembre 2013, n. 154, che è entrato in vigore il 7 febbraio 2014, ha dato applicazione alla delega contenuta nella suddetta legge. Tale decreto, che consta di 108 articoli, procede, per lo più, ad adeguare la normativa alla riforma del 2012, eliminando quindi tutti i riferimenti al “figlio naturale” e al “figlio legittimo” sostituendoli con l'unica indicazione di “figlio”. Inoltre, è stato superato il concetto di “potestà” e introdotto quello di 'responsabilità genitoriale', art. 316 c.c., denominazione, tra l'altro, presente da tempo in ambito europeo, e che ora è stato recepito anche nel nostro paese, perché meglio definisce i contenuti dell'impegno genitoriale, non più da considerare come una “potestà” sul figlio minore, ma come un'assunzione di responsabilità da parte di entrambi i genitori paritariamente nei confronti del figlio, tenendo conto delle sue capacità, inclinazioni naturali e aspirazioni. L'intento della norma è quindi certamente apprezzabile, in quanto va nella direzione di risolvere problemi effettivamente presenti nel rapporto genitori-figlio, ma ciò non lo esime da critiche.

### Sospensione, decadenza, rinnovo dell'affidamento
La legge n. 184/1983 (diritto del minore ad una famiglia), modificata dalla legge n. 149/2001 e successivamente dal D. Lgs. n. 154/2013 prevede, solo in casi eccezionali, che il minore possa essere temporaneamente allontanato dal proprio nucleo di origine.
L'affidamento per i minorenni può essere fatto (art. 2) presso una famiglia o in mancanza presso una comunità di tipo familiare. L'affidamento può essere consensuale (con omologa del Giudice Tutelare), o giudiziale (con decreto del Tribunale per i Minorenni).
In mancanza di specifico provvedimento di decadenza della responsabilità genitoriale (revoca), la responsabilità in entrambi i tipi di affidamento si intende sospesa, cioè i genitori perdono con l'allontanamento l'esercizio della responsabilità sul minore, ma non la titolarità della stessa. Ciò comporta che le scelte straordinarie, non meglio identificate dalla legge e dalla giurisprudenza di merito - si pensi al consenso informato per un intervento chirurgico - vanno prese invece esclusivamente dai loro genitori.
Invece, le scelte ordinarie (ex art. 5 scuola e sanità) relative al minore sono prese dalla famiglia affidataria o dal legale rappresentante della Comunità (art. 3), mentre l'Ente Locale supervisionerà il progetto del minore e anche della famiglia d'origine, per favorirne il rientro presso di questa (art. 4).
Nel caso di affidamento consensuale, il servizio sociale dovrà aggiornare il Giudice Tutelare almeno ogni sei mesi sulla situazione. Al termine dei primi 24 mesi si dovrà chiedere il rinnovo al Tribunale per i Minorenni.

Nel caso di affidamento giudiziale, invece, il servizio sociale dovrà aggiornare ogni sei mesi il Tribunale per i Minorenni, chiedendo alla fine di ogni periodo di 24 mesi gli eventuali rinnovi.
Prima di disporre un affidamento (consensuale o giudiziale), il bambino di 12 anni va sempre sentito.

### Processo penale minorile
Tale doppia funzionalità è bilanciata dai princìpi della camera di consiglio, composta da due magistrati togati e da due onorari, un uomo e una donna, esperti in pedagogia, biologia, antropologia criminale, psichiatria o psicologia, peculiarità nata allo scopo di garantire che la decisione non fosse frutto esclusivamente del pensiero tecnico-giuridico del magistrato, e maggiormente improntata alla tutela del minore, rispetto al solo obbligo di audizione di periti di parte durante il procedimento.

L'ordinamento italiano prevede l'obbligo del contraddittorio in sede civile, mentre nel procedimento penale minorile il giudice inaudita altera parte può accogliere istanze di sospensione o decadenza dalla responsabilità genitoriale, presentate dal pubblico ministero. Non di rado queste decisioni per motivi di urgenza, non dettagliati dalla legge rispetto a singole fattispecie di reato e rimesse alla discrezione del giudice, sono immediatamente esecutive nonostante opposizione.
Nel processo penale minorile, non è prevista la figura di un rappresentante processuale degli interessi del minore, e pertanto il giudice svolge contemporaneamente il ruolo di organo giudicante e portatore dell'interesse superiore del minore.

### Conflitto di interesse e ricusazione
La legge non disciplina il conflitto di interessi potenziale (membri del collegio giudicante in rapporto di lavoro con la famiglia o Casa Ospitante), né prevede possibilità di ricusazione del collegio giudicante a garanzia del diritto dalla terzietà e imparzialità del giudizio.
I requisiti di indipendenza e terzietà non riguardano nemmeno i medici e psicologi, le cui perizie sono necessarie per decidere l'affido, la relazione semestrale al Giudice Tutelare e il rinnovo dell'affidamento ogni 24 mesi.

### Giudice competente
In merito alle azioni dirette a ottenere provvedimenti limitativi o ablativi della responsabilità genitoriale, la Corte ha affermato, nella sentenza n. 1349/2015, con riguardo all'interpretazione del nuovo art. 38 disp. att. cod. civ. (come modificato dalla legge 10 dicembre 2012, n. 219), che "la competenza appartiene in via generale al tribunale per i minorenni, ma, quando sia in corso un giudizio di separazione, divorzio o un giudizio ai sensi dell'art. 316 cod. civ. - anche in pendenza dei termini per le impugnazioni e nelle altre fasi di quiescenza, fino al passaggio in giudicato – e le azioni siano proposte successivamente e richieste con un unico atto introduttivo dalle parti, in deroga a tale attribuzione, spetta al giudice del conflitto familiare", ovvero al Tribunale ordinario e Corte d'Appello.
La legge n. 219/2012 ha drasticamente ridotto la competenza del Tribunale per i minorenni, che è confermata soltanto per i provvedimenti in caso di condotta del genitore pregiudizievole ai figli (ex art. 333 c.c.), purché non sia in corso tra le parti un giudizio di separazione o divorzio o relativo all'esercizio della responsabilità genitoriale ex art. 316 c.c. In tali casi, infatti «per tutta la durata del processo la competenza […] spetta al giudice ordinario».
Il secondo comma del nuovo art. 38 attribuisce ogni restante provvedimento relativo a minori alla competenza del tribunale ordinario, specificando che nei procedimenti in materia di affidamento e di mantenimento dei minori si applicano le disposizioni sui procedimenti in camera di consiglio (ex art. 737 c.p.c.), in quanto compatibili.
In questo modo, l'azione è attivata solo in forma scritta, e può essere promosso non più da chiunque, ma dai soggetti portatori di diritti o interesse legittimo, ossia tutti coloro che subiscono gli effetti diretti o riflessi del provvedimento.

### Legittimazione attiva ad agire
È legittimato qualsiasi soggetto, anche non portatore di diritti o interessi legittimi verso il minore.
La denuncia dei maltrattamenti non è obbligatoria, il cittadino può scegliere per una segnalazione anonima (anche telefonica, e-mail) alle Forze dell'Ordine o ai Servizi Sociali.

### Procedimento
Dopo la segnalazione hanno l'obbligo di intervenire, e svolti i loro accertamenti preliminari, convocando genitori e minore, possono scegliere se non prenderla in considerazione oppure se trasmetterla per competenza alla Procura (le Forze dell'Ordine non possono trasmetterla ai Servizi Sociali per ulteriori accertamenti preliminari).

La Procura emette un mandato di indagine che autorizza i Servizi Sociali a proseguire nella loro attività con accertamenti presso insegnanti, compagni di scuola, pediatra, luoghi frequentati dal minore (senza mandato non hanno titolo per agire, pretendere risposte o documenti).
I Servizi Sociali ricevono dalla Procura un mandato di indagine, per convocare persone, effettuare verifiche e sopralluoghi, acquisire prove e documenti: tuttavia, non hanno il potere di revocare la responsabilità genitoriale, decisione che spetta sempre al collegio giudicante, sulla base di un parere non vincolante di medici, psicologi, privati cittadini sentiti in qualità di testimoni.
Le Forze dell'Ordine non indagano, intervengono a supporto dei Servizi Sociali se occorre reperire prove non testimoniali o se i Servizi Sociali non vengono ricevuti o non ottengono risposte sufficienti nel corso dei loro colloqui informali, o gli viene preclusa la possibilità di acquisire prove e accedere a luoghi per verifiche.
Il procedimento è in larga parte fondato su testimonianze, e tuttavia la legge italiana non prevede la radiazione dall'albo degli avvocati che avallano consapevolmente false denunce, nonostante le implicazione nella vita del minore.

### Impugnabilità dell'affido giudiziale
Il Decreto emesso dal Tribunale per i minorenni che impone l'affido del minore a una Casa Famiglia, spesso prevede esplicitamente la non-definitività del provvedimento, in previsione del recupero delle capacità parentali di uno o di entrambi i genitori, non subordinati a specifiche azioni assegnate o a scadenze.
Con questa modalità, assume carattere di provvisorietà (senza una data ultima di validità) e di urgenza, ed è privo del requisito della decisorietà, ossia non è idoneo a risolvere una controversia su diritti soggettivi o status perché revocabile e modificabile in ogni momento, per motivi originari e sopravvenuti. Pertanto in Corte di Appello non può essere impugnato ma si può ricorrere con un reclamo, né può essere oggetto di ricorso in Cassazione. Il decreto è immediatamente esecutivo e a volte la durata del decreto si estende per anni.
La disciplina è confermata dalla legge n. 219/2012 (art. 38, comma 3): i provvedimenti sono presi in Camera di Consiglio sentito il P.M., immediatamente esecutivi, salvo indicazione contraria, e impugnabili con reclamo presso la Corte di Appello.

### Corte di Giustizia UE
La Corte di Giustizia Europea ha condannato più volte l'Italia in materia di Giustizia minorile, per gravi inadempienze. In particolare, si è rilevata:
- non garantire i diritti del padre non affidatario;
- la durata indefinita e inopponibilità di fatto dei Decreti di decadenza dalla potestà genitoriale;
- la possibilità di allontanamento forzato di un minore dai genitori naturali, anche sulla base di una segnalazione o denuncia anonima, senza possibilità di controdenuncia per diffamazione o calunnia, come deterrente agli abusi;
- per soli motivi economici in assenza di maltrattamenti o altra condotta penalmente rilevante. Lo Stato per evitare l'allontanamento paga un contributo giornaliero alle strutture ospitanti, che non viene invece erogato direttamente alla famiglia di origine per evitare l'allontanamento forzato del minore, e il trauma di una esecuzione coattiva;
- l'esistenza di Servizi sociali che non hanno né una potestà giurisdizionale né una funzione di Organo di Polizia Giudiziaria, e possono svolgere indagini con testimonianze, sopralluoghi e verifiche, sovrapponibli alle Forze dell'Ordine. Oltre a essere spesso incaricati di gestire gli incontri tra minore e genitore non affidatario, al termine del procedimento.[1][2][3]